# Lake megye (Minnesota)
Lake megye az Amerikai Egyesült Államokban, azon belül Minnesota államban található. Megyeszékhelye és legnagyobb városa Two Harbors. Lakosainak száma 10 905 fő (2020. április 1.). Lake megye Cook, Saint Louis, Bayfield és Ashland megyékkel határos.

## Népesség
A megye népességének változása:
| Lakosok száma | 10 862 | 10 801 | 10 813 | 10 777 | 10 631 | 10 905 |
|               | 2010   | 2011   | 2012   | 2013   | 2015   | 2020   |